# Paul-Gilbert Langevin
Pour les articles homonymes, voir Langevin et Famille Langevin.
Ne doit pas être confondu avec Gilbert Langevin.
Paul-Gilbert Langevin, né le 5 juillet 1933 à Boulogne-Billancourt et mort le 4 juillet 1986 à Paris, est un  musicologue français, spécialiste des compositeurs Anton Bruckner et Franz Schubert,.

## Biographie

### Famille
Paul-Gilbert Langevin est le fils du physicien français Paul Langevin et d'Éliane Montel. Il est le demi-frère de Jean Langevin, André Langevin, Madeleine Varloteau et Hélène Solomon-Langevin.
En 1979, il épouse Anne-Marie Desbat (1941-2016), professeur de sciences physiques, sœur de l'architecte Jean-Paul Desbat. Ils auront deux enfants, Paul-Éric et Isabelle.[réf. nécessaire]

### Parcours
Des études de physique le conduisent à une profession universitaire, mais c'est la musique classique qui devient sa passion notamment à la suite de sa rencontre en 1951 avec le jeune chef d'orchestre Roberto Benzi et à la suite de l'audition de la 7e symphonie d'Anton Bruckner en 1952.
Il mène alors de front une carrière d'enseignant en sciences physiques à la Sorbonne puis à l'Université Pierre-et-Marie-Curie et une carrière de chercheur en musicologie.
En 1957, il crée la Société française Anton Bruckner et la revue L'Harmonie du monde.
Il écrit des livres et des articles sur la musique classique du XIXe siècle, notamment sur Anton Bruckner, Franz Schubert, Guillaume Lekeu, Albéric Magnard, Guy Ropartz, Charles Koechlin, mais aussi Hugo Wolf, Gustav Mahler, Arnold Schönberg, Franz Schmidt, Ferruccio Busoni, Leoš Janáček ou Carl Nielsen. Il est aussi actif comme critique musical dans des revues, dont Le Monde de la musique.
En 1974, sous la direction de  Daniel Charles, il rédige une thèse de doctorat à l'Université de Vincennes intitulée Anton Bruckner (1824-1896), perspective esthétique et étude analytique en relation avec les éditions critiques.
En 1977, aux Éditions L'Âge d'Homme, il publie une biographie de référence d'Anton Bruckner, dont le titre est Anton Bruckner, apogée de la symphonie.
En 1980, de nouveau sous la direction de Daniel Charles, il rédige une thèse de doctorat d'État intitulée Anton Bruckner et l'ethno-romantisme autrichien : 1824-1896.
En 1979 et en 1986, il publie deux ouvrages de musicologie dans la Revue musicale, Musiciens de France et Musiciens d'Europe.
Il décède d'un cancer du rein le 4 juillet 1986 et est enterré au Cimetière du Montparnasse.[réf. nécessaire]

## Publications
- Étude par résonance magnétique nucléaire d'actions intermoléculaires, DES de sciences physiques, sous la direction de René Freymann, assisté de Marguerite Quintin et Paul Cadiot, Université Pierre-et-Marie-Curie, 1972.
- Anton Bruckner (1824-1896), perspective esthétique et étude analytique en relation avec les éditions critiques, thèse d'esthétique musicale, dirigée par Daniel Charles, Centre universitaire de Vincennes, 1974[8]
- Paul-Gilbert Langevin, Éric-Paul Stekel, Gustav Kars, Le Siècle de Bruckner : essais pour une nouvelle perspective sur les maîtres viennois du second âge d'or, Anton Bruckner, Hugo Wolf, Gustav Mahler, Arnold Schönberg, Franz Schmidt et ses contemporains, la Revue musicale, 1975 (ISBN 978-2853452984)
- Paul-Gilbert Langevin, Anton Bruckner, apogée de la symphonie, Lausanne, L'Âge d'Homme, 1977, 382 p. (ISBN 978-2-8251-0880-2, OCLC 4397312, BNF 34593661, lire en ligne)
- Musiciens de France, la génération des grands symphonistes : Guillaume Lekeu, Albéric Magnard, Guy Ropartz, Charles Koechlin, La Revue musicale, no 324/326, Paris, 1979  (ISSN 0768-1593)
- Anton Bruckner et l'ethno-romantisme autrichien 1824-1896, thèse de doctorat d'État, dirigée par Daniel Charles, Centre universitaire de Vincennes, 1980[8]
- Franz Schubert et la symphonie, éléments d'une nouvelle perspective, La Revue musicale, No 355/357, Paris, 1982.  (ISSN 0768-1593)
- Musiciens d'Europe, figures du renouveau ethnoromantique, essai en forme de prélude, variation et fugue, La Revue musicale, no 388/390, Paris, 1986.  (ISSN 0768-1593)

### Ouvrages collectifs
- Encyclopédie des musiques sacrées, dirigée par Jacques Porte, éditions Labergerie, contribution, 1971.
- Symposium Bruckner, avec Rudolf Stephan, Constantin Floros, Franz Grasberger, Harry Halbreich, Wolfgang Boetticher, Manfred Wagner et Cornelis van Zwol, Linz, 14, 15 et 16 septembre 1980, édité par l'Institut Anton Bruckner, Linz, 1981.
- Marc Vignal (dir.), Dictionnaire de la musique, Paris, Larousse, 1982, 1516 p. (ISBN 2-03-511304-0, OCLC 896013420) :
  - Article « Anton Bruckner », p. 199–202, [lire en ligne]
  - Article « Franz Schmidt », p. 1403–1404, [lire en ligne]
  - Article « Franz Schreker », p. 1410–1411, [lire en ligne]
  - Article « Franz Schubert », p. 1412–1419, [lire en ligne]
- « Hors du théâtre lyrique », dans Jacques Chailley (dir.), Précis de Musicologie, PUF, 1984, 2e éd. (1re éd. 1958), 496 p. (ISBN 2130384579, OCLC 12383700, lire en ligne), p. 318 sqq..